# Đạo Huệ
Đạo Huệ (zm. 1173) – wietnamski mistrz thiền ze szkoły vô ngôn thông.

## Życiorys
Pochodził z Như Nguyệt w Châ Huệ. Jego nazwisko rodzinne to Âu. 
W wieku dwudziestu pięciu lat został mnichem u mistrza Thônga Biệna z klasztoru Phổ Ninh. Po otrzymaniu przekazu Dharmy zamieszkał w klasztorze Quang Minh na górze Thiên Phúc w Tiên Du. Studiował teksty Vinai oraz poświęcił się praktyce medytacji. W tym okresie przez sześć lat w ogóle się nie położył. Opanował także głęboko trójkontemplacyjne samadhi. Dzień i noc śpiewał także sutry. Jego uczniowie byli liczeni w tysiącach. 
W 1161 r. cesarska konkubina zachorowała. Cesarz Lý Anh Tông (pan. 1138–1175) wysłał posłańca do mistrza, aby ten przybył do stolicy i wyleczył jej chorobę. Gdy przybył do pałacu i stanął w drzwiach konkubina natychmiast wyzdrowiała. Wdzięczny cesarz umieścił mistrza w świątyni Báo Thiên. Ludzie - zarówno mnisi jak i urzędnicy dworscy - tłoczyli się, aby dostać się na audiencję. Đạo Huệ pozostał w tej świątyni i nauczał oraz nawracał ludzi. Spadkobiercy jego Dharmy stworzyli bardzo dobrze rozwiniętą szkołę.
Pierwszego dnia ósmego miesiąca w dziesiątym roku, ât ḥợi, okresu Chính Long Bảo Ứng, czyli w 1172 r. Đạo Huệ poczuł się chory. Powiedział: "Wzrasta nieporządek, gdzie on powstaje?" Następnie wygłosił wiersz:
| Ziemia, woda, ogień, przestrzeń i świadomość Są wszystkie pierwotnie puste. Tak jak chmury zbierają się i rozpraszają, A jednak Budda-słońce świeci nieprzerwanie. oraz: Forma ciała i tajemnicza istota Nie są ani zjednoczone, ani rozdzielone. Jeśli ktoś rozróżnia, [Jest to] jak kwiat w piecu. |

Tej nocy zmarł spokojnie. Jego ciało zostało skremowane w jego rodzinnym dystrykcie. W klasztorze Bảo Khâm na gorze Tiên Du wybudowano stupę, w której umieszczono relikwie.

## Linia przekazu Dharmy zen
Pierwsza liczba oznacza liczbę pokoleń mistrzów od 1 Patriarchy indyjskiego Mahakaśjapy.
Druga liczba oznacza liczbę pokoleń od 28/1 Bodhidharmy, 28 Patriarchy Indii i 1 Patriarchy Chin.
Trzecia liczba oznacza początek nowej linii przekazu w danym kraju.
- 33/6. Huineng (638-713)
  - 34/7. Nanyue Huairang (677-744) szkoła hongzhou
    - 35/8. Mazu Daoyi (707-788)

  - 36/9. Baizhang Huaihai (720-814)
    - 37/10/1. Vô Ngôn Thông (759-826) Wietnam - szkoła vô ngôn thông
      - 38/11/2. Cảm Thành (zm. 860)
        - 39/12/3. Thiện Hội (zm. 900)
          - 40/13/4. Vân Phong (zm. 956)
            - 41/14/5. Khuông Việt (933-1011)
              - 42/15/6. Đa Bảo (zm. po 1028)
                - 43/16/7. Định Hương (zm. 1051)
                  - 44/17/8. Viên Chiếu (999-1090)
                    - 45/18/9. Thông Biện (zm. 1134)
                      - 46/19/10. Biện Tâi (bd)
                      - 46/19/10. Đạo Huệ (zm. 1173)
                        - 47/20/11. Tịnh Lực (1112–1175)
                        - 47/20/11. Trí Bảo (zm. 1190)
                        - 47/20/11. Trường Nguyên (1110–1165)
                        - 47/20/11. Minh Trí (zm. 1196)
                          - 48/21/12. Quảng Nghiêm (1122–1190
                            - 49/22/13. Thường Chiếu (zm. 1203)
                              - 50/23/14. Thông Thiền (zm. 1228) laik
                                - 51/24/15. Tức Lự (bd)
                                  - 52/25/16. Ứng Vương (bd) laik

                              - 50/23/14. Thần Nghi (zm. 1216)
                                - 51/24/15.. Ẩn Không (bd)

                        - 47/20/11. Tín Học (zm. 1190)
                        - 47/20/11. Tịnh Không (1091–1170)
                        - 47/20/11. Dại Xả (1120–1180)

                  - 44/17/8. Cứu Chỉ
                  - 44/17/8. Bảo Tính (zm. 1034)
                  - 44/17/8. Minh Tâm (zm. 1034)

                - 43/16/7. Thiền Lão
                  - 44/17/8. Quảng Trí
                    - 45/18/9. Mãn Giác (1052–1096)
                      - 46/19/10. Bổn Tịnh (1100–1176)

                    - 45/18/9. Ngộ Ấn (1020–1088)